# Air Punggur
Air Punggur is een bestuurslaag in het regentschap Kepahiang van de provincie Bengkulu, Indonesië. Air Punggur telt 1279 inwoners (volkstelling 2010).